# Douchy-lès-Ayette
Douchy-lès-Ayette é uma comuna francesa na região administrativa de Altos da França, no departamento de Pas-de-Calais. Estende-se por uma área de 5,5 km². Em 2010 a comuna tinha 313 habitantes (densidade: 56,9 hab./km²).